# Fehérvár KC
Fehérvári Kézilabda Club este un club de handbal feminin din Székesfehérvár, Ungaria. Fondat în 1968 prin contopirea Máv Előre și VT Vasas, clubul a obținut cel mai mare succes în 2005, când, purtând titulatura de Cornexi-Alcoa, a câștigat Cupa EHF, învingând în finală rivala maghiară Győri ETO KC. Acesta a fost primul și până în prezent singurul titlu european pentru echipa Fehérvár KC.

## Denumiri, echipament, suporteri

### Istoricul denumirilor
- 0000–1994: Alcoa Köfém SC
- 1994–1998: Cerbona SC
- 1998–1999: Cerbona-Alcoa SC
- 1999–2004: Cornexi-Alcoa
- 2004–2007: Cornexi-Alcoa-HSB Holding
- 2007–2009: Fehérép Alcoa FKC
- 2009–2010: Alcoa Fehérvár KC
- 2010–2011: Alcoa FKC RightPhone
- 2011–2012: Alcoa FKC
- 2012–0000: Fehérvár KC

### Fabricanții echipamentului și sponsorul de pe tricou
Tabelul de mai jos prezintă în detaliu producătorii echipamentului sportiv al Fehérvár KC și sponsorii inscripționați pe tricouri după an:
| Perioada  | Fabricant                     | Sponsor de pe tricou                       |
| --------- | ----------------------------- | ------------------------------------------ |
| 2002–2003 | Diadora                       | Cornexi-Alcoa                              |
| 2003–2005 | Diadora                       | Cornexi-Alcoa / Fiat                       |
| 2005–2006 | Diadora                       | Cornexi-Alcoa HSB Holding                  |
| 2006–2007 | Puma                          | Cornexi-Alcoa HSB Holding / SPAR Natur*pur |
| 2007–2008 | H2O                           | SPAR Natur*pur                             |
| 2008–2009 | H2O                           | SPAR Natur*pur / Albatherm                 |
| 2009–2010 | H2O                           | –                                          |
| 2010–2011 | Erima                         | www.albacomp.hu                            |
| 2011–2012 |                               | FKC / Székesfehérvár                       |
| 2012–2013 | double green / Székesfehérvár |                                            |
| 2013–2014 | WMS                           |                                            |
| 2014–2015 | Hummel                        | Strabag                                    |
| 2015–0    | Hummel                        | Avis                                       |

### Suporteri și rivalități
Baza suporterilor se află în Székesfehérvár, în partea de vest a Ungariei, capitala județului Fejér. Rivalul principal al Fehérvár KC este clubul vecin Dunaújvárosi Kohász KA, iar meciurile dintre cele două echipe sunt considerate derby-ul județului Fejér.

## Palmares
- Magyar Kupa
  - Medalie de argint: 2006
  - Medalie de bronz: 2011

- Cupa EHF
  -  Câștigătoare: 2005
  - Semifinalistă: 2002, 2014

## Echipa

### Lotul de jucătoare 2016/17
Conform paginii oficiale a Fehérvár KC:
| Portari - 01 Eszter Vajk - 12 Orsolya Herr - 16 Flóra Sipeki Pivoți - 05 Daniela Piedade - 06 Renáta Rideg - 27 Szabina Mayer Extreme stânga - 13 Orsolya Pelczéder - 17 Sára Tornóczky - 34 Anita Kazai Extreme dreapta - 03 Krisztina Májer - 19 Csenge Hajduch | Centri - 09 Tamara Tilinger - 11 Enikő Hudra - 20 Mayuko Ishitate Intermediari stânga - 08 Claudine Mendy - 21 Biljana Filipović-Bandelier - 23 Bianka Boldizsár Intermediari dreapta - 07 Jelena Živković-Lavko - 18 Elena Gjeorgjievska |

### Banca tehnică și conducerea administrativă
- Președinte: Imre Balássi
- Director tehnic: Beáta Siti
- Antrenor principal: Botond Bakó
- Antrenor secund: Beáta Siti
- Antrenor cu portarii: Tímea Sugár
- Antrenor de tineret: Rita Deli
- Maseur: László Bíró

### Foste jucătoare notabile
- Beatrix Balogh
- Rita Deli
- Anita Kulcsár
- Beáta Siti
- Borbála Tóth Harsányi
- Laima Bernatavičiūtė

### Foști antrenori notabili
- Zsolt Barabás
- Vilmos Köstner
- Gyula Zsiga